# Бонни Блю
Бонни Блю (англ. Bonnie Blue; настоящее имя — Тиа Эмма Биллинджер; англ. Tia Emma Billinger; род. 14 мая 1999, Ноттингем, Англия, Великобритания) — британская порноактриса
 и бывшая создательница контента для платформы OnlyFans. Расширив деятельность, она начала снимать контент со студентами и женатыми мужчинами, а в 2024 году появилась в нескольких подкастах, что спровоцировало волну критики в Твиттере. Последующее участие в шоу «This Morning» привело к подаче 188 жалоб в британский регулятор Ofcom. Позже ей запретили въезд в Австралию и Фиджи за работу без соответствующей визы. Реклама с её участием для онлайн-казино Stake позже вынудила компанию покинуть рынок Великобритании. В январе 2025 года Биллинджер заявила, что вступила в половую связь с 1057 мужчинами за один день. В июне 2025 года была признана нежелательной и бессрочно заблокирована на платформе OnlyFans в связи с тем, что, по словам руководства платформы, «зашла слишком далеко».

## Биография
Блю родилась в 1999 году и выросла в Стейплфорде в Ноттингемшире, прежде чем переехать в Австралию в 2021 году. До прихода в секс-индустрию она вышла замуж и работала в сфере рекрутинга. В 2023 году она начала работать вебкам-моделью, а затем перешла на OnlyFans, заработав больше ожидаемого. Она стала снимать себя во время секса с 18- и 19-летними студентами, ориентируясь на эту целевую аудиторию. Позже она добавила доход от секса с женатыми мужчинами после жалоб родителей студентов, а затем начала зарабатывать на сексе с преподавателями.
В 2024 году она посетила Канкун в марте, а затем «Неделю выпускников» в Австралии и «неделю первокурсников» в Великобритании. Для последнего она опубликовала свой адрес в интернете, позволяя мужчинам бесплатно заниматься с ней сексом в обмен на съёмку, при условии их согласия на использование материала. Она также побывала в Ноттингеме, Дерби в сентябре и Бирмингеме в октябре. Её появления в подкастах, включая «Dream On» с Лотти Мосс и «Saving Grace» с GK Barry, вызвали вирусные обсуждения, где критики называли её контент «морально серой зоной».
Блю заявила, что критики должны требовать повышения возраста согласия в Великобритании, а реакцию на подкаст «Saving Grace» объяснила женской аудиторией, обвинив оппонентов в мизогинии. В ноябре 2024 её появление в шоу «This Morning» на ITV вызвало 188 жалоб в Ofcom. Позже ей запретили въезд в Австралию и Фиджи за нарушение визовых правил.
В январе 2025 её заявление о сексе с 1057 мужчинами за полдня вызвало сравнения с Эндрю Тейтом. Критики осуждали таблоиды за освещение её действий и действий Лили Филлипс, которая выпустила видеоролик о сексе со 100 мужчинами за день, а Кэтрин Райан назвала участников «лузерами».

## Фильмография

### Телевидение
| Год  | Название     | Роль             | Прим.  |
| ---- | ------------ | ---------------- | ------ |
| 2024 | This Morning | гостья; 1 эпизод |        |
| 2024 | GB News      | гостья; 1 эпизод | [ 14 ] |

### Подкасты
| Год  | Название                 | Роль             | Прим.  |
| ---- | ------------------------ | ---------------- | ------ |
| 2024 | Holly Randall Unfiltered | гостья; 1 эпизод | [ 15 ] |
| 2024 | Turned On                | гостья; 1 эпизод | [ 16 ] |

### Порнографические фильмы
| Год  | Название           | компания-производитель | Прим.  |
| ---- | ------------------ | ---------------------- | ------ |
| 2024 | Over the Edge      | Brazzers               | [ 17 ] |
| 2024 | Find Me to Fuck Me | Brazzers               | [ 18 ] |

## Награды и номинации
| Год  | Церемония  | Категория          | Результат | Источник |
| ---- | ---------- | ------------------ | --------- | -------- |
| 2025 | XMA Awards | Fav Female Creator | Номинация | [ 19 ]   |